# Les Trois Lascars
Pour plus de détails, voir Fiche technique et Distribution.
Les Trois Lascars est un film de comédie réalisé par Boubakar Diallo, sorti en 2021. D'une durée de 90 minutes, ce film est une coproduction entre la France, le Burkina Faso et la Côte d'Ivoire. Il représente le seul film burkinabé en compétition pour l’Étalon d’or de Yennenga lors de la 27e édition du FESPACO.

## Synopsis
L'intrigue de Les Trois Lascars se concentre sur trois amis et voisins dont les relations conjugales sont en difficulté. Sous la pression de leurs maîtresses, appelées "Tchiza", ils organisent une escapade extraconjugale dans un hôtel à l'extérieur de Ouagadougou, en utilisant une mission fictive à Abidjan comme alibi. Cependant, la situation se complique lorsque l'avion qu'ils sont censés avoir pris s'écrase,.
Alors que leurs épouses croient qu'ils sont morts et commencent leur deuil, elles commencent rapidement à douter et à enquêter sur leur disparition. Pendant ce temps, les trois hommes, se demandant comment revenir à la vie après avoir été supposés morts, se retrouvent face à des dilemmes et des révélations. Finalement, leurs maîtresses les abandonnent, et ils retournent chez eux, honteux, pour affronter la vengeance de leurs épouses,.
Le film est disponible sur TV5Monde Afrique jusqu'au 3 octobre 2028 .

## Distribution
- Issaka Sawadogo : Idriss
- Dieudonné Yoda : Willy
- Mahoula Kané : Momo
- Irène Minoungou : Celia
- Zena Alisar Khalil : Nafi
- Éve Guehi : Mimi
- Maimouna N'Diaye : Malika
- Mariam Aïda Niatta : Anta
- Kadhy Touré : Amélie
- Ouarda Djamila Barry : Amira
- Eugène Bayala : Lazarre
- Seydou Diallo : Aladji
- Ali Traoré : Propriétaire du camp

## Fiche technique
- Réalisateur et scénariste : Boubakar Diallo
- Directrice de production : Azaratou Bance
- Directeur de la photographie : Abdoul Aziz Diallo
- Ingénieur du son : Habib Constant Soubeiga
- Musique originale : Achille Ouattara
- Montage et mixage : Komlavi Mawuko
- Adaptation : Axel Guyot, Boubakar Diallo

## Production
Le film est produit par Les Films du Dromadaire, Les Films de l’Avalon et Alma Productions, avec le soutien de Clap ACP, Canal+, l’OIF, FONSIC et FDCT. Il est distribué par Canal+ International et bénéficie de partenariats avec Canal Olympia.  Le film est sorti en salle le 5 novembre 2021.

## Distinctions
Les Trois Lascars est présenté en compétition pour l'Étalon d'Or de Yennenga au FESPACO 2021, où il remporte le Prix spécial CEDEAO, du meilleur film ouest-africain sur l’intégration. La première mondiale du film a lieu lors de ce festival. Le film connaît un succès notable en salles dans douze pays d'Afrique francophone, atteignant un record d'entrées pour le 21ème siècle avec 80 000 entrées. Il clôture également la série de projections du Festival européen de cinéma 2024.